# جوهر نعنا
جوهر نعنا (به انگلیسی: Menthol) که یک الکل ده کربنی است از روغن اسانس خالص نعنا استخراج می‌شود و به عنوان چاشنی و ماده معطر و دارویی مورد استفاده قرار می‌گیرد.
تولید منتول با استفاده از جوشانده نعناع و ریختن آن درون هیدروکسید سدیم و اکسید کردن با نیترات آمونیوم و تقطیر آمونیاک حاصل میشود. در ازای هر ۴ الی ۵ کیلوگرم نعنا نزدیک به ۱۰ گرم می‌توان جوهر نعنا استخراج کرد، که هر گرم آن دارای ارزش قیمتی تجاری و بازاری بالایی است.
رده درمانی: هگزاهیدروتیمول.

## موارد مصرف
1. گاه در برطرف کردن خرخر (Snoring) حاصل از گرفتگی بینی مؤثر است.
2. به عنوان بخور مخصوصاً در فصل سرد زمستان و در محیط‌های سربسته استفاده می‌شود و ۱۰ تا ۲۰ قطره داروی منتول مایع را در دستگاه بخور یا ظرف آب جوش می‌ریزند تا اسانس آن به همراه بخار در فضای اتاق پخش شود.
3. منتول در تسکین سرماخوردگی، رفع گرفتگی بینی و مخصوصاً سینه احساس آرامش بسیار مؤثر و قوی است.
4. مصرف ۰٫۰۱ گرم منتول هنگام خواب آرامش رضایتبخشی را ایجاد می‌کند.
5. برای رفع گرفتگی بینی نوزادان و کودکان، می‌توان ۵ تا ۲۰ قطرهٔ منتول را در دو طرف بالش یا روی لباس نزدیک بینی چکاند تا بتوانند به خوبی تنفس کنند، راحت شیر بخورند و خواب راحتی داشته باشند.
6. در عطرها برای ساخت استر متیل استفاده می‌شود.
7. در اشکال دارویی به صورت مایع، بالک و پماد استفاده می‌شود. البته معروفترین فراورده این ماده در ایران پماد ویکس (Vicks) است.
8. در دردهای موضوعی بر حسب سطح محل درد ۵ تا ۱۵ قطره از داروی منتول مایع را می‌توان در سطوحی مانند پیشانی، گردن، صورت، یا دست و پا و با دست کمی ماساژ دهید تا قطرات در سطح پوست جذب شوند.[۱]

در اشکال دارویی به صورت مایع، بالک و پماد استفاده می‌شود.
در عطرها برای ساخت استر متیل استفاده می‌شود.
معروفترین فراورده این ماده در ایران پماد ویکس (Vicks) است.

## آثار فارماکولوژیک و مکانیسم اثر
منتول به‌طور انتخابی انتهای اعصاب حسی مربوط به سرما را تحریک کرده و باعث احساس سرما می‌شود؛ و همچنین مصرف آن بر روی پوست باعث گشاد شدن عروق می‌شود و احساس سرما ایجاد می‌کند و به دنبال آن اثر ضد درد ظاهر می‌گردد.

## اثرات دارویی
1. ضد گرفتگی بینی
2. مسکن سر درد
3. ضد درد موضوعی[۱]
4. ضد خارش
5. تسکین دهنده علایم تنفسی مانند برونشیت، سینوزیت و سرفه

## سم‌شناسی
بلعیدن منتول بیش از ده گرم می‌تواند سمی باشد و همچنین در صورت مصرف بیش از حد محصولات حاوی منتول امکان اُوِردوز وجود دارد. میانگین دوز مرگبار در موش آزمایشگاهی در حدود 192 mg/kg برآورد شده‌است. البته منابع دیگری اعداد بالاتری مانند 2900 mg/kg در موش و 5001 mg/kg در خرگوش را اعلام کرده‌اند.